# 柳津町 (宮城県)
柳津町（やないづまち）は、昭和29年（1954年）まで宮城県本吉郡の南西部にあった町。現在の登米市津山町柳津にあたる。

## 地理
- 河川：北上川、旧北上川

## 沿革
- 明治8年（1875年）10月17日 - 水沢県による村落統合にともない、柳津村と黄牛村が合併して麻崎村（ぬさざき — ）が成立。村名は柳津村にある麻崎権現より命名。
- 明治22年（1889年）4月1日 - 町村制施行にともない、麻崎村単独で村制施行。
- 明治39年（1906年）11月1日 - 町制施行し、柳津町となる。
- 昭和29年（1954年）11月3日 - 横山村と合併し、津山町となる。

## 行政
- 歴代麻崎村長

| 代 | 氏名       | 就任                  | 退任                       | 備考 |
| -- | ---------- | --------------------- | -------------------------- | ---- |
| 1  | 遠藤千代治 | 明治22年（1889年）4月 |                            |      |
| 2  | 今野寅吉   | 明治34年（1901年）5月 |                            |      |
| 3  | 佐藤俊治   | 明治35年（1902年）1月 |                            |      |
| 4  | 亀井陽儀   | 明治38年（1905年）8月 | 明治39年（1906年）10月31日 |      |

- 歴代柳津町長

| 代 | 氏名         | 就任                      | 退任                      | 備考         |
| -- | ------------ | ------------------------- | ------------------------- | ------------ |
| 1  | 亀井陽儀     | 明治39年（1906年）11月1日 |                           | 村長より留任 |
| 2  | 高屋明定     | 大正9年（1920年）11月     |                           |              |
| 3  | 小野寺新六   | 昭和4年（1929年）6月      |                           |              |
| 4  | 町田甚一郎   | 昭和8年（1933年）9月      |                           |              |
| 5  | 池田与七郎   | 昭和12年（1937年）10月    |                           |              |
| 6  | 佐藤勝之進   | 昭和14年（1939年）4月     |                           |              |
| 7  | 今川正彰     | 昭和17年（1942年）8月     |                           |              |
| 8  | 佐々木幾治   | 昭和20年（1945年）3月     |                           |              |
| 9  | 阿部信亮     | 昭和20年（1945年）7月     |                           |              |
| 10 | 及川文之助   | 昭和21年（1946年）12月    |                           |              |
| 11 | 佐々木半兵衛 | 昭和22年（1947年）4月     |                           |              |
| 12 | 大森逸瓶     | 昭和23年（1948年）10月    |                           |              |
| 13 | 池田猛       | 昭和27年（1952年）10月    | 昭和29年（1954年）11月2日 |              |